# 拉米·羅曼尼
拉米·羅曼尼（Ramy Romany）是一名埃及學家、紀錄片導演、電視節目主持人和DGA導演。他曾拍攝、製作、執導過一百多部紀錄片，並與探索頻道、歷史頻道及國家地理頻道等網路合作。

## 生平
羅曼尼出生於埃及開羅。2011年，他因政治局勢而離開埃及，並搬到加利福尼亞州洛杉磯。2013年至2018年間，他因在《Esperanza》（2013年）、《Visioneer》（2015年）、《Return to Esperanza》（2016年）、《A New Leash on Life: The K9s for Warriors Story》（2018年）及《Rudy Ruettiger: The Walk On》（2018年）的工作而獲得9項艾美獎。羅曼尼曾執導過不同類型的多部作品，包括美高梅國際酒店集團在Epix電視台拍攝的拳擊比賽系列節目《The Contender》、《Unprotected Sets》、講述一位前美國特工臥底拯救性交易受害者的故事《Operation Toussaint》，以及一些商業廣告。
在製作《The Contender》時，羅曼尼、調色師迪恩·珀梅（Dean Permé）和傑森·哈佛（Jason Hafer）創建了一個訂製的3D LUT，使該節目具有「像電影一樣的時代感」，這支持了羅曼尼在導演方面採取的電影式方法。
2019年3月，探索頻道宣布羅曼尼將擔任新節目《Mummies Unwrapped》的執行製作人兼主持人。該系列節目的主角是羅曼尼，他前往古埃及的墳墓、馬雅人的亂葬崗和隱藏的墓穴，揭開古代的傳說、神話、詛咒及掩飾。他利用最先進的技術，提出關於古代文明如何生存和死亡的新理論，並揭開每一具木乃伊的起源。

## 外部連結
- 官方網站 （页面存档备份，存于）